# 君の愛に包まれて痛い
『君の愛に包まれて痛い』（きみのあいにつつまれていたい）は、三枝夕夏 IN dbの楽曲。同グループ13枚目のシングルとして2005年11月16日にGIZA studioから発売された。

## 概要
- 元々の曲名は普通に『君の愛に包まれていたい』とそのままだったが、三枝夕夏が歌っている時、「愛って切ないよね～、胸がキュンって痛いよね～」と思って、殆どノリで「いたい」の部分を「痛い」に変更したと言う。
- この曲はこれまでの三枝夕夏 IN dbの曲と違ってパンク・ロック路線の曲になっている。三枝は古い洋楽のUKロックが好きで、ローリングストーンズやキンクスやセックス・ピストルズなどをhills パン工場でのライブでカヴァーして歌っており、この路線の曲をやってみたいと思ったからであり、恋愛要素を残しつつも耳に気持ち良い言葉と、キュートで可愛い要素に、とにかく何も考えずにノリノリで楽しめる曲を作りたかったという。
- 本曲は、テレビアニメ『格闘美神 武龍』の初代オープニングテーマに起用された。
- リリース発表当初は10月26日発売と告知していたが、11月16日に延期された。同曲リリース記念のインストアライブを秋葉原のヤマギワソフトで敢行した際、約3000人もの観衆が殺到し、パトカーが出動する事態にまで発展したというエピソードがある。

## 収録曲
1. 君の愛に包まれて痛い (3:17)
  - 作詞：三枝夕夏 / 作曲：水野幹子 / 編曲：古井弘人

テレビアニメ『格闘美神 武龍』オープニングテーマ。
PVで三枝は、へそが見える位置で裾をハサミで切ったパンキッシュ風のタンクトップTシャツとチェック柄のミニスカートを着用して歌い、日本テレビ系『音楽戦士 MUSIC FIGHTER』の出演時も着用して歌った。
三枝はこの曲で敢えていつもより、半音下げたキーで歌っていると言う。ライブでローリングストーンズやキンクスなどをカヴァーする時、ロックだし、男性の曲なので敢えて低めのキーで歌っているという。この曲のPV撮影でも試しに半音下げて歌ったら、好評だったので低めのキーで採用したという。
2. CaNDY LiFe (3:50)
  - 作詞：舩木基有 / 作曲：岩井勇一郎 / 編曲：小澤正澄

New Cinema 蜥蜴の2ndシングルのカバー
3. へこんだ気持ち 溶かすキミ -U-ka's 名古屋弁 ver.- (3:18)
  - 作詞：三枝夕夏 / 作曲：大野愛果 / 編曲：小澤正澄

初めて名古屋弁で歌唱されており、作品を通してバラエティに富んだ内容になっている。名古屋出身でもある三枝は時々、ライブなどで名古屋弁の訛りが出てしまう時がたまにあるという。その事をメンバーみんなで話していたら、それが逆に面白いという話になって、名古屋弁バージョンを作る事となったという。また小澤正澄は名古屋弁だけでなく、いつか各方言バージョンも作って各地で披露したいとも語っていた。

1. 君の愛に包まれて痛い 〜Instrumental〜 (3:16)

## 収録アルバム
君の愛に包まれて痛い
- U-ka saegusa IN db III
- 三枝夕夏 IN d-best 〜Smile&Tears〜
- U-ka saegusa IN db Final Best